# Đinh Công Trứ
Đinh Công Trứ (chữ Hán: 丁公著; 877 - 940) là tướng có công giúp Dương Đình Nghệ và Ngô Quyền trong việc giành lại độc lập cho Việt Nam từ tay Trung Quốc trong thế kỷ 10. Ông là Thứ sử Hoan Châu, chức quan cai quản vùng đất Nghệ An, Hà Tĩnh ngày nay. Con trai ông là Đinh Bộ Lĩnh sau khi dẹp loạn 12 sứ quân đã lên ngôi hoàng đế và lập ra triều đại nhà Đinh trong lịch sử Việt Nam.
Đinh Công Trứ người quê động Hoa Lư, châu Đại Hoàng thuộc huyện Gia Viễn, tỉnh Ninh Bình, Việt Nam ngày nay.

## Sự nghiệp
Dưới thời họ Khúc, Dương Đình Nghệ vừa là hào trưởng của đất Dương Xá, vừa là một trong những bộ tướng của họ Khúc. Khi quân Nam Hán xâm lược và chiếm đóng Tĩnh Hải quân, Dương Đình Nghệ quyết chí nổi dậy giành độc lập. Đinh Công Trứ ở Trường Châu (Ninh Bình) trong số những nhân vật nổi tiếng đương thời như Ngô Quyền ở Phong Châu (nay thuộc Sơn Tây, Hà Nội), Phạm Chiêm ở Nam Sách... đều theo về với Dương Đình Nghệ.
Năm 931, sau khi cùng Dương Đình Nghệ đem quân ra quét sạch quân Nam Hán, tái lập nền độc lập và tự chủ, Đinh Công Trứ được cử làm thứ sử Hoan Châu, Ngô Quyền làm thứ sử Ái Châu.
Tháng 4 năm 937, Dương Đình Nghệ bị một bộ tướng, cũng là con nuôi là Kiều Công Tiễn giết chết để giành quyền. Đinh Công Trứ vào châu Ái theo Ngô Quyền. Ngô Quyền giết chết Kiều Công Tiễn và đánh tan quân Nam Hán, tự xưng là Ngô Vương. Đinh Công Trứ tiếp tục được phong trấn thủ châu Hoan.

## Trấn thủ Hoan Châu
Huyện Thanh Chương nằm ở phía cực nam tỉnh Nghệ An, giáp Lào và Hà Tĩnh. Thanh Chương hiện còn nhiều dấu tích của Thủ phủ Châu Hoan xưa thuộc xã Phong Thịnh, nơi đặt dinh trấn thủ của Đinh Công Trứ và ghi dấu tuổi ấu thơ của vua Đinh Bộ Lĩnh khi thân phụ người làm Thứ sử Châu Hoan. Tục ném đá ở vùng Cát Ngạn (gồm 8 xã Thanh Chương ngày nay) mà trọng tâm là ở Cát Văn của người dân Thanh Chương vào dịp Tết Đoan ngọ hàng năm để tưởng nhớ tinh thần thượng võ của Đinh Bộ Lĩnh thuở nhỏ khi người cha còn làm thứ sử Hoan Châu. Ở xã Thanh Hương, Thanh Chương hiện nay còn di tích đập nhà Đinh.
Gia phả dòng họ Đinh ở Thanh Liên, Thanh Chương cho biết họ Đinh Thanh Chương là hậu duệ của Đinh Công Trứ có mặt ở vùng đất này vào thế kỷ X đến nay. Vào thế kỷ XV, Đinh Bộ Cương, người xã Thanh Liên được Vua Lê Thánh Tông trực tiếp tuyển dụng, thăng tới Thượng thư Bộ Hình; được tôn làm người đứng đầu ở bia Văn chỉ Thanh Chương và là dòng dõi hậu duệ của Đinh Công Trứ. Đinh Bộ Cương cũng được xem là người khai khoa cho cả vùng đất Thanh Chương rộng lớn.

## Gia quyến
Đinh Công Trứ có vợ là Đàm Thị Thiềm, giỏi võ nghệ, khi chồng mất bà đưa con về quê ở, từng giúp con dẹp loạn 12 sứ quân và sau được hậu thế tôn là Đinh Triều Quốc Mẫu, thờ ở nhiều nơi.
Con gái ông là Đinh Quế Hương sau làm vợ tướng Nguyễn Bồ, con trai ông là Đinh Bộ Lĩnh, sau trở lại Hoa Lư cát cứ khi nhà Ngô suy yếu. Đến năm 968, Bộ Lĩnh đánh dẹp các sứ quân và trở thành vua Đinh Tiên Hoàng.
Đinh Công Trứ có người em trai là Đinh Dự, là chú vua Đinh Tiên Hoàng sau này nên các sách còn gọi ông là Đinh Thúc Dự. Theo Đại việt sử ký toàn thư, khi phát hiện Đinh Bộ Lĩnh là người có tài và chí lớn, phụ lão các sách bảo nhau: "Đứa bé này khí lượng như thế ắt làm nên sự nghiệp, chúng ta nếu không theo về, ngày sau hối thì đã muộn". Bèn dẫn con em đến theo, rồi lập làm trưởng ở sách Đào Áo (nay là vùng đất thuộc khu vực xã Gia Thủy, Nho Quan, Ninh Bình). Người chú của vua giữ sách Bông (nay là khu vực xã Gia Phương, Gia Viễn, Ninh Bình) chống đánh với vua. Bấy giờ, vua còn ít tuổi, thế quân chưa mạnh, phải thua chạy. Khi qua cầu ở Đàm Gia Nương Loan (cầu Trường Yên), cầu gãy, vua rơi xuống bùn, người chú toan đâm, bỗng thấy hai con rồng vàng hộ vệ vua, nên sợ mà lui. Vua thu nhặt quân còn sót, quay lại đánh, người chú phải hàng.

## Tôn vinh
Lăng phát tích nhà Đinh tại núi Kỳ Lân, xã Gia Phương, Gia Viễn (Ninh Bình) là nơi yên nghỉ của Đinh Công Trứ cùng các bậc tiền hiền nhà Đinh.
Nhân dịp kỷ niệm 1000 năm Thăng Long – Hà Nội, Hội Truyền thông Thành phố Hà Nội phối hợp với Sở Văn hoá, Thể thao và du lịch Ninh Bình cùng dòng tộc họ Đàm tổ chức Lễ tôn vinh cha và mẹ của vua Đinh Tiên Hoàng trong ba ngày 8,9,10/4/2010. Lễ hội bắt đầu rước từ Hà Nội kéo dài đến Ninh Bình. Tâm điểm của lễ tôn vinh là lễ rước hai pho tượng song thân của Vua Đinh là Quan thứ sử Đinh Công Trứ và Đinh Triều Quốc Mẫu Đàm Thị Thiềm.
Tên ông được đặt cho các tuyến đường Đinh Công Trứ thuộc thành phố Đà Nẵng, thành phố Vinh, thành phố Tam Điệp, thành phố Nha Trang, thành phố Long Xuyên...